# 建築物

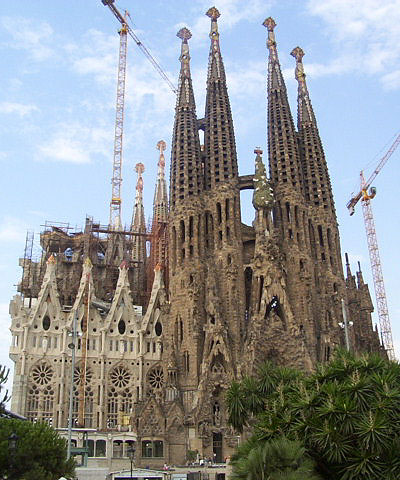
サグラダ・ファミリア教会（バルセロナ）

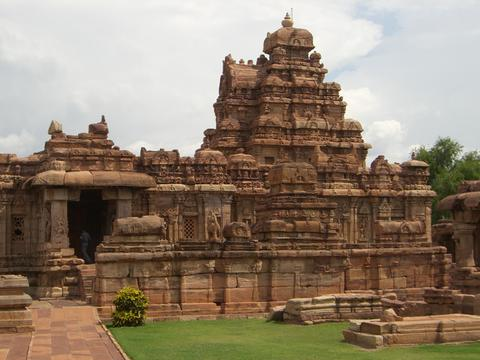
ヴィルーパークシャ寺院（インド・パッタダカル）

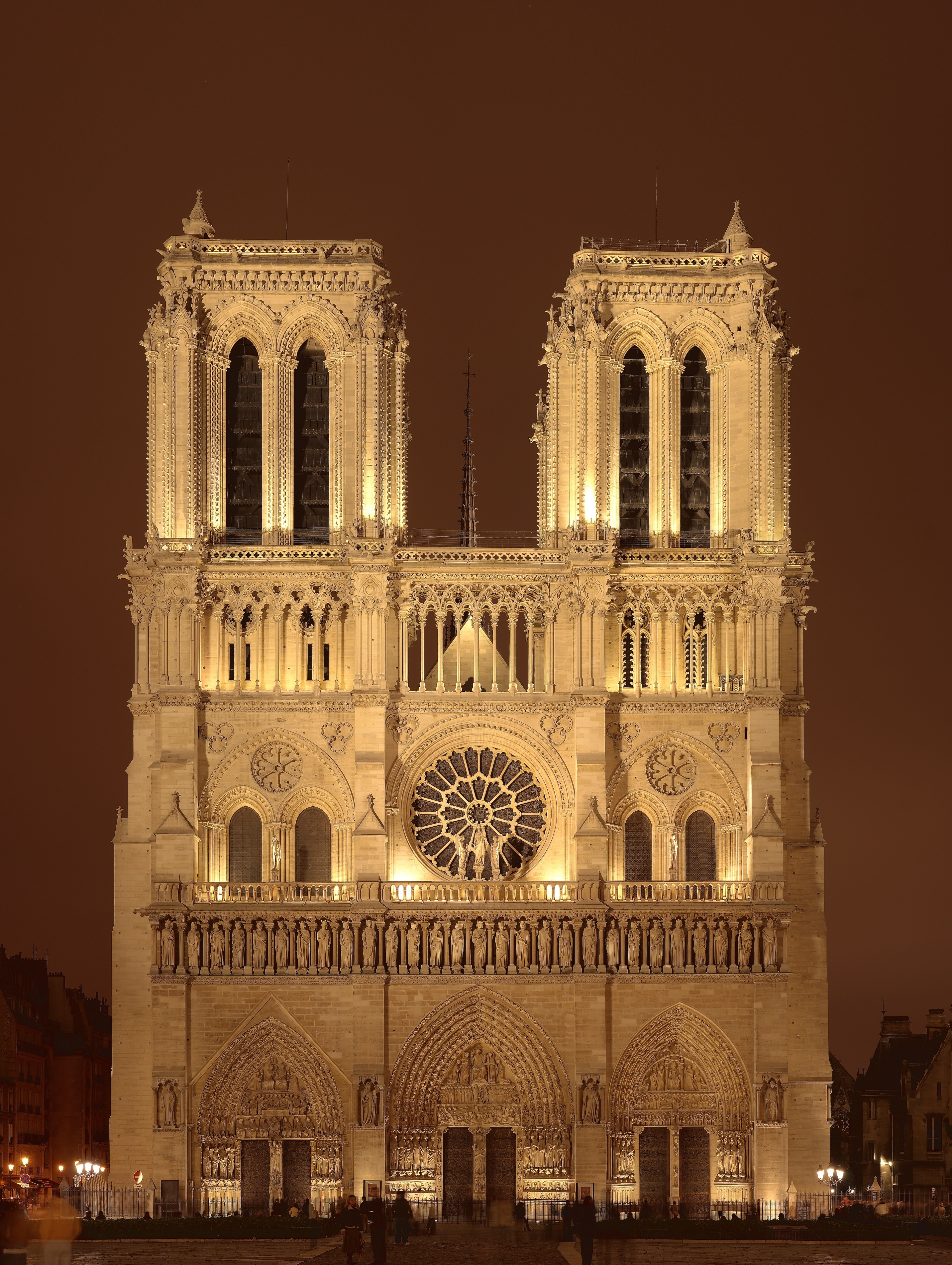
ノートルダム大聖堂（パリ）

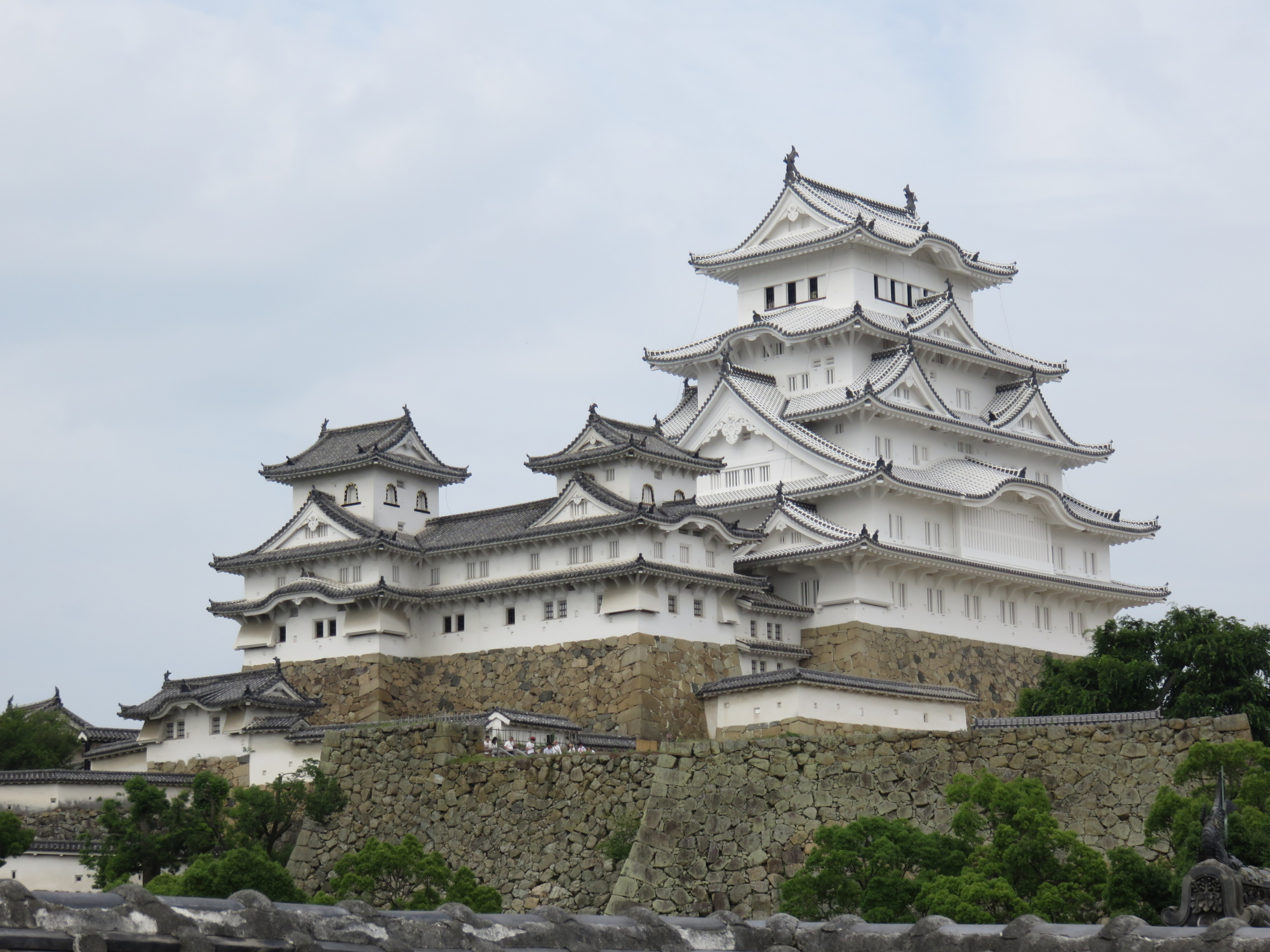
姫路城

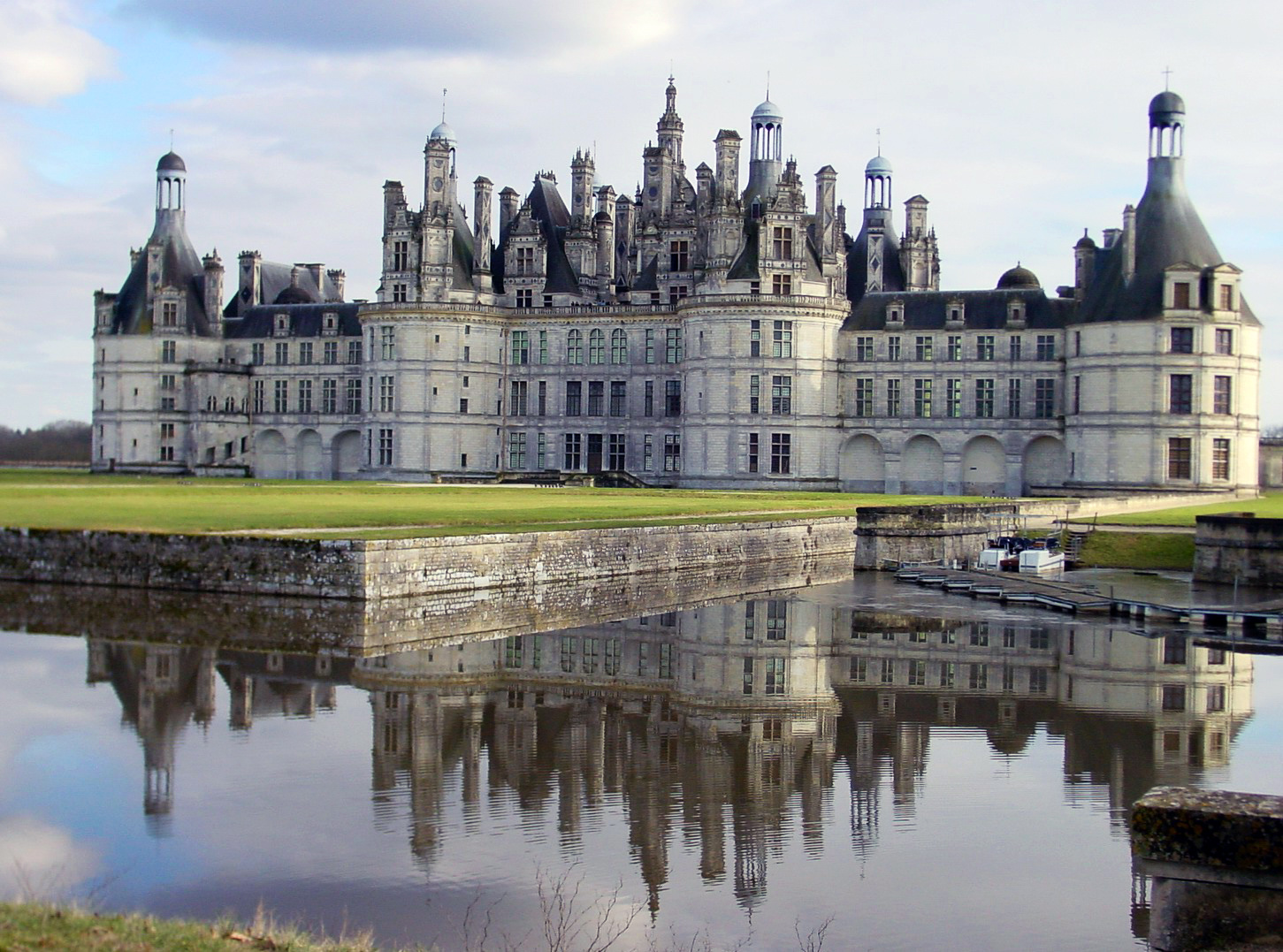
シャンボール城（フランス・シャンボール）

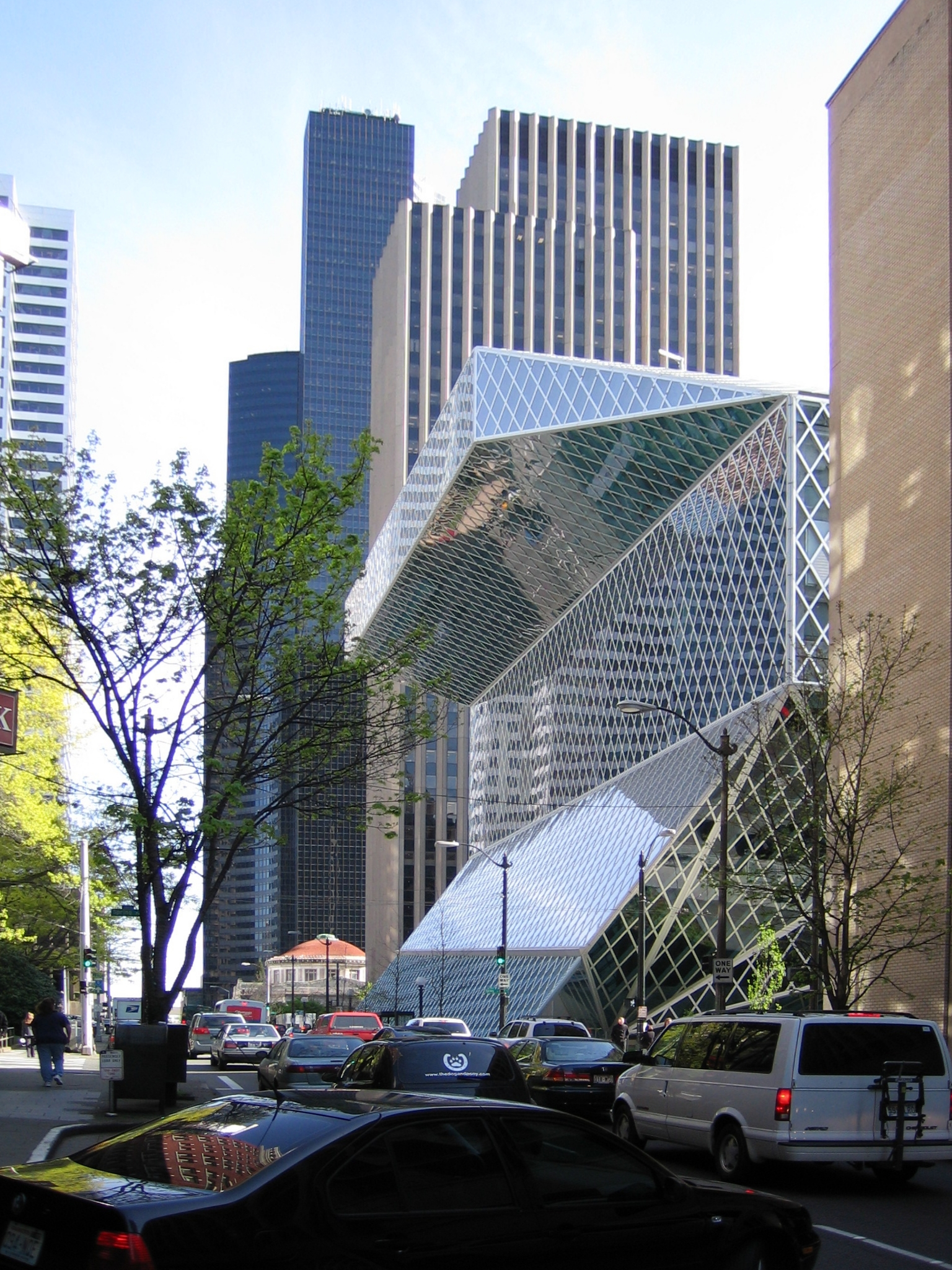
シアトル中央図書館（アメリカ）

建築物（けんちくぶつ、英語: building）は、建築された物体。建築された構造物。
建築物は使用目的によって形態が異なるほか、構造体も異なる。建築学・建築分野で扱う建築作品、日本語の建物（たてもの）を連想されるが、この場合の〈建築〉及び〈建築する〉は、それだけに留まらない。
建築物は工学で扱われる対象であると同時に芸術的現象としての側面も有する。

## 建築物の概念

### 建築物とビルディング
英語「building」や、これをカタカナにした外来語のビルヂングやビルディング（ビルはその省略形）には、必ずしも学術的なまたは法律上の明確な定義は無い。building を辞書で引くと「屋根と壁を伴う構造物」といった定義があり、この語義では建築基準法にいう建築物に近い。他方、ビルディングの定義では、建築物でも構造が鉄筋コンクリート構造などであるものに限り、高さもある程度、高いものに限っている辞書が複数見られる。

### 建築物とバチマン
フランス語で建築物を意味するbâtiment(バチマン）は、動詞 「bâtir バチール」（金槌やのこぎりなどを使って）造る、建てる、というニュアンスの動詞から派生した名詞である。特筆すべきことは、フランス語の場合、同じ動詞「bâtir」から派生した語に「bateau バト」（＝船）もある。つまりフランス人の概念枠では「建物」も「舟」も、bâtirという行為によってできる物体であり、両者はしばしば似たようなものとして挙げられている。
実際、西洋の伝統的木造船を造ること（造船）は木造の家を建てる場合と共通するような道具や、かなり似た工程で行われるし、ドイツ語のde:bauは建設や建築のほかに船・機械などの建造の意味を持つ。
船舶工学は英語で「naval “architecture”」である。
日本では伝統的に船を造る人を「船大工」と言う。

### 建築物と建造物
日本語には建築物と建造物という言葉がある。
建築物
日本の法律用語としては建築基準法に定義があり、土地に定着する工作物（こうさくぶつ）のうち特定条件を満たすものが建築物とされる。
建築基準法第2条第1項第1号に定義があり、他の法律からも参照されている。この定義によると、建築物は土地に定着する工作物のうち、
1. 屋根及び柱若しくは壁を有するもの（これに類する構造のものを含む。）
2. 1.に附属する門若しくは塀
3. 観覧のための工作物
4. 地下若しくは高架の工作物内に設ける事務所、店舗、興行場、倉庫その他これらに類する施設（鉄道及び軌道の線路敷地内の運転保安に関する施設並びに跨線橋、プラットホームの上家、貯蔵槽その他これらに類する施設を除く。）をいい、建築設備を含む。建築設備は同条第三号に定義があり、土地に定着し建築物に設ける工作物のうち、電気、ガス、給水、排水、換気、暖房、冷房、消火、排煙若しくは汚物処理の設備や煙突、昇降機若しくは避雷針をいう。

土地への定着要件は建築基準法に明確に示されていないが、行政例規上は旧建設省通達を踏襲しており、プレハブ物置や、トレーラーハウスなど基礎に緊結されていないものであっても、随時かつ任意に移動できない形式のものは建築物として取り扱われる。したがって、これらプレハブ物置等についても一定の土地において恒常的に建築物として利用する場合は、基礎への緊結や規模によっては建築確認申請等の手続きを要する。
屋根については風雨をしのぐ機能を有するものであるため、かつて、屋根をグレーチング板とした立体駐車場を脱法的に建築する事案が発生した。法改正により「これに類する構造のものを含む」との文言が付されたことによって、屋根の機能を持たない屋外設置型の機械式駐車場についても一定の高さを超えるものについては建築物として取り扱う行政庁が多い。
「建造物」の定義
法律用語としての「建造物」の定義は必ずしも明確ではない。刑法や文化財保護法においては建築物ではなく建造物が用いられているが、建造物には建築物の定義を満たさない建物、構築物（主には橋梁や水門などの土木構造物）も含まれうる。
景観法では景観重要建造物という名称を用いているほか、自治体の文化財保護においても、建造物の名称が用いられている。
刑法では、建造物が現住建造物か非現住建造物による区別がある条項と、無い条項が見られる。
現住建造物…現に人が住居に使用し又は現に人がいる建造物
非現住建造物…現に人が住居に使用せず、かつ、現に人がいない建造物
である。

### 建築史

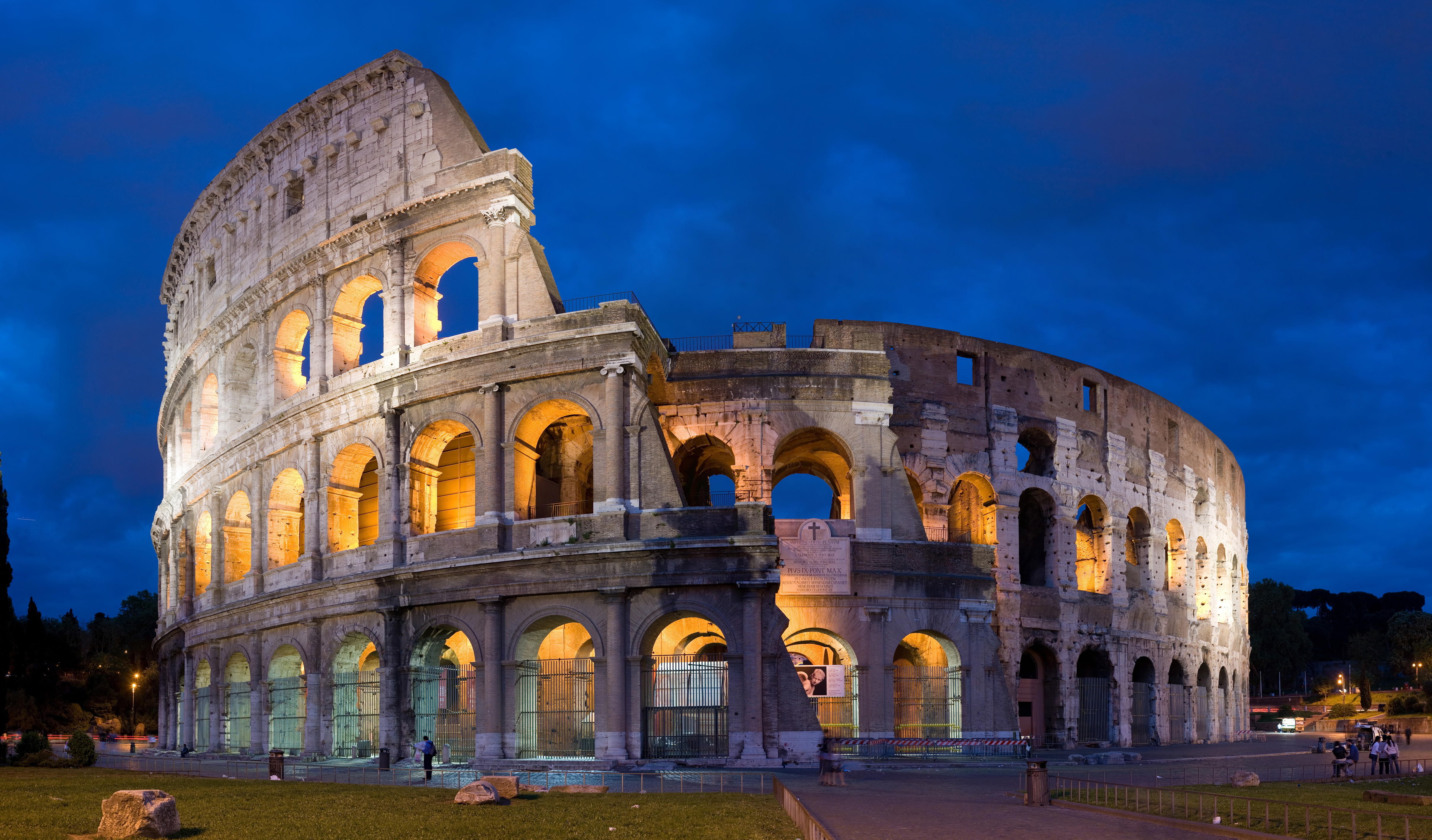
コロッセオ（ローマ帝政期）

### 日本の建築史

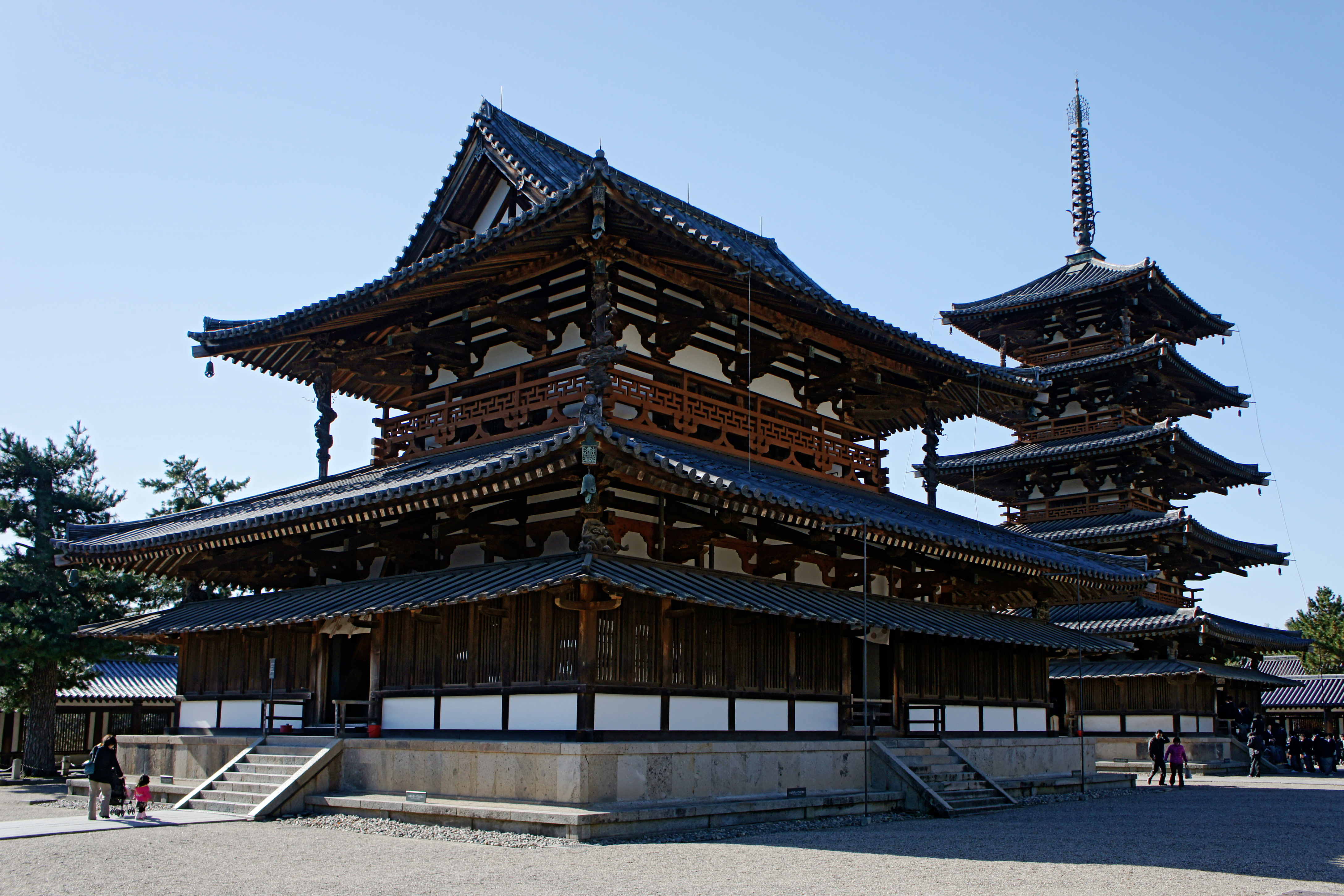
法隆寺

## 建築物の歴史

### ランキング
- 建築物の一覧 (古さ順) (en)
- 建築物の一覧 (長さ順) (en)
- 建築物の一覧 (広さ順)
- 建築物の一覧 (高さ順)

## 建築物の種類

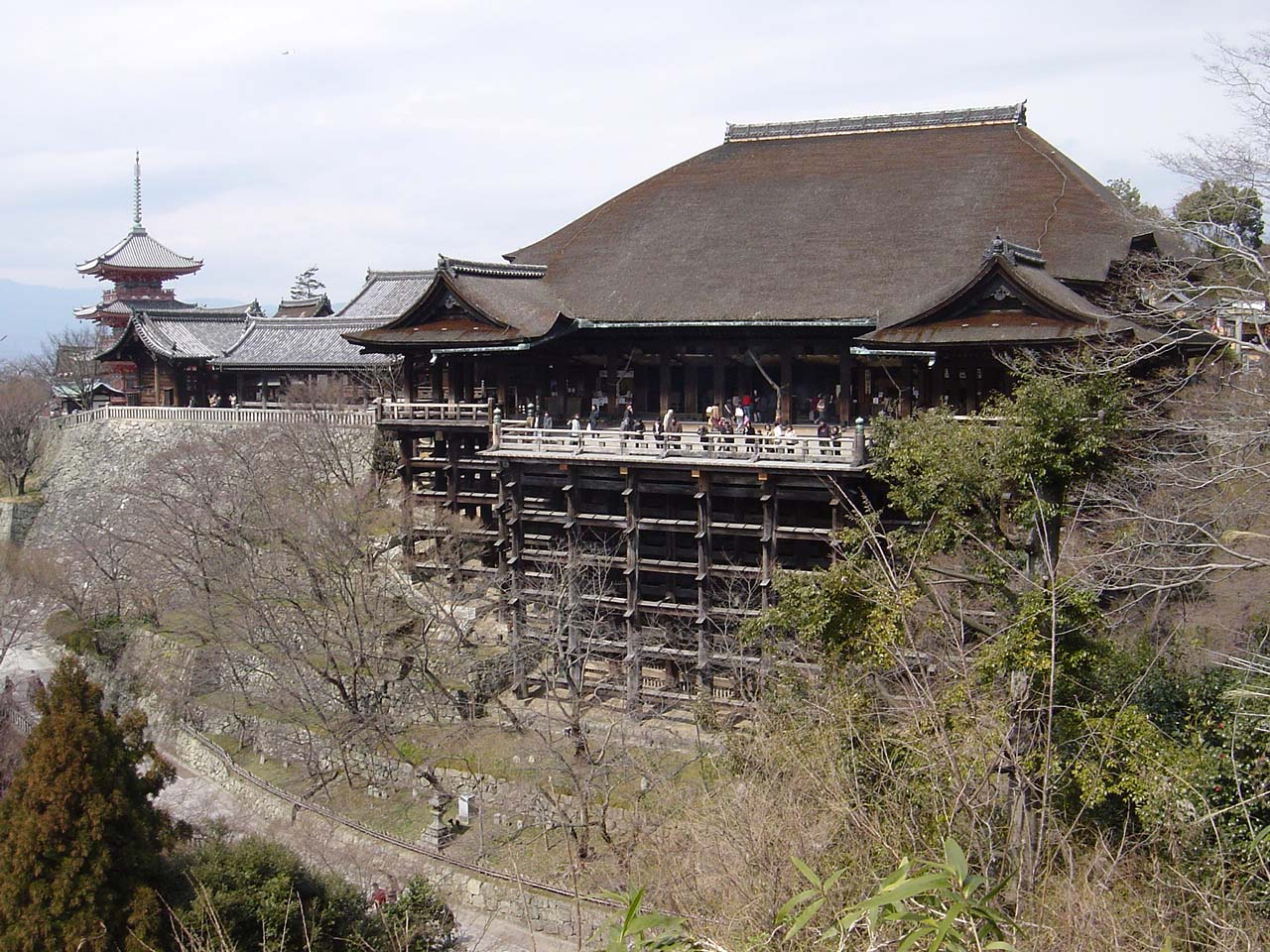
清水寺（木造）

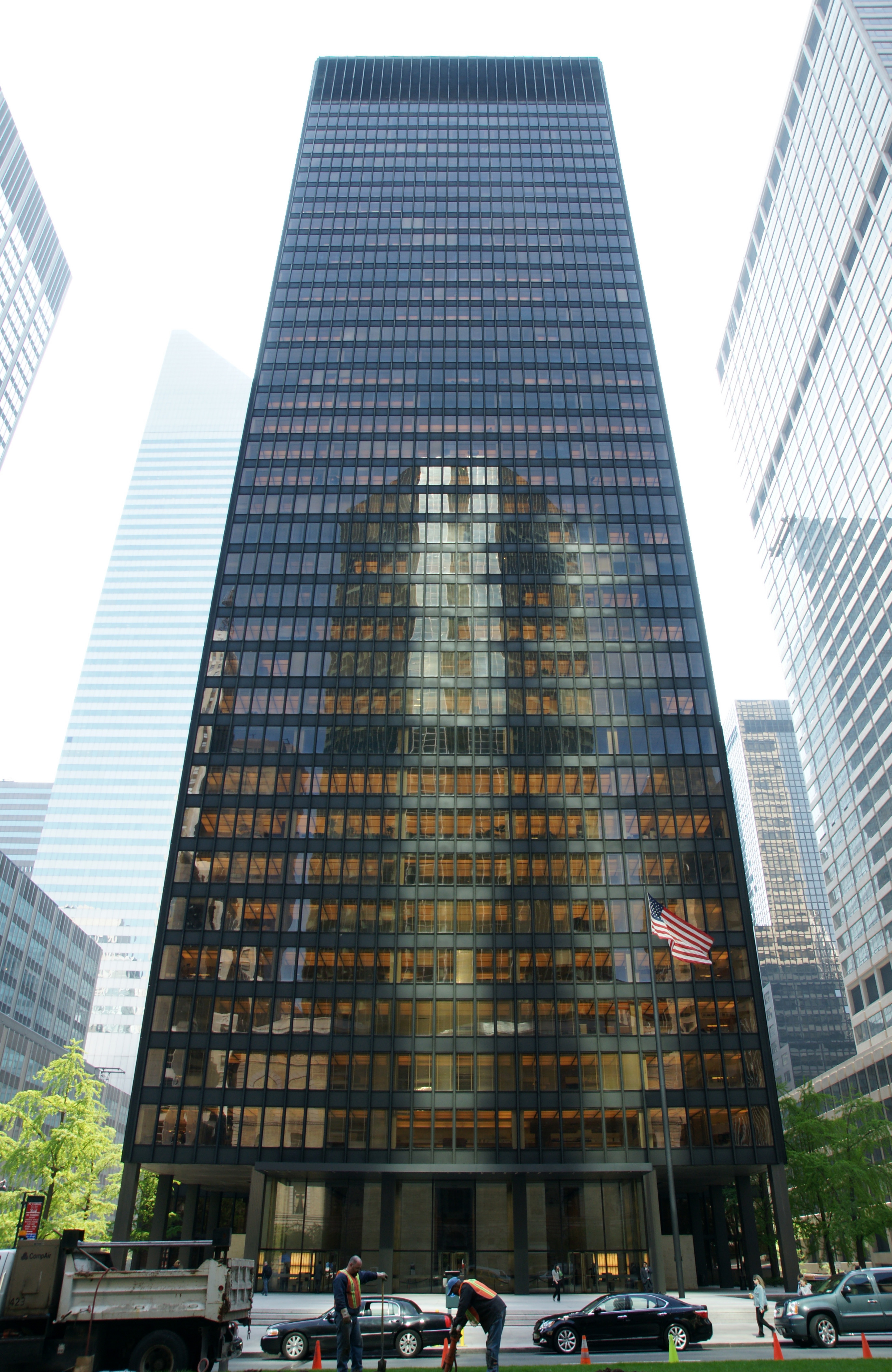
シーグラム・ビルディング（鉄骨構造）

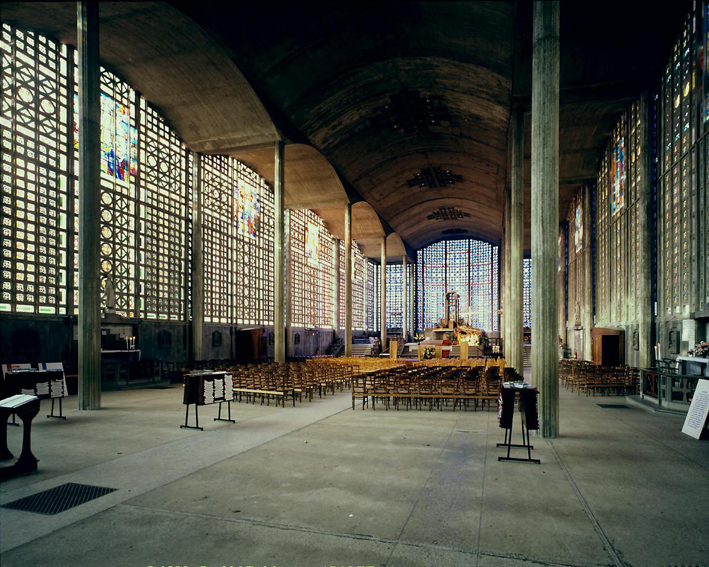
ル・ランシーのノートルダム教会（鉄筋コンクリート構造）

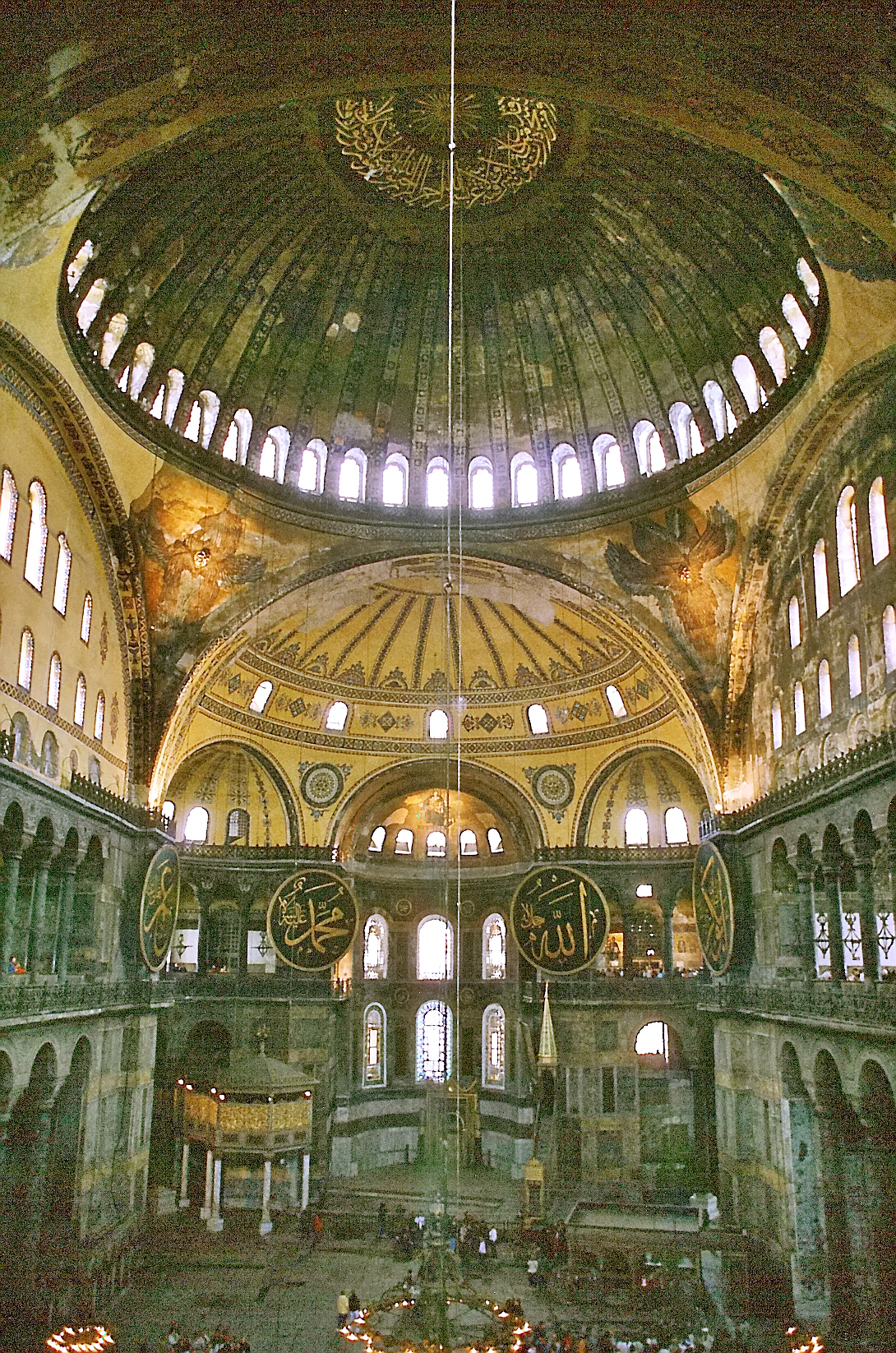
アヤソフィア（ドーム構造）

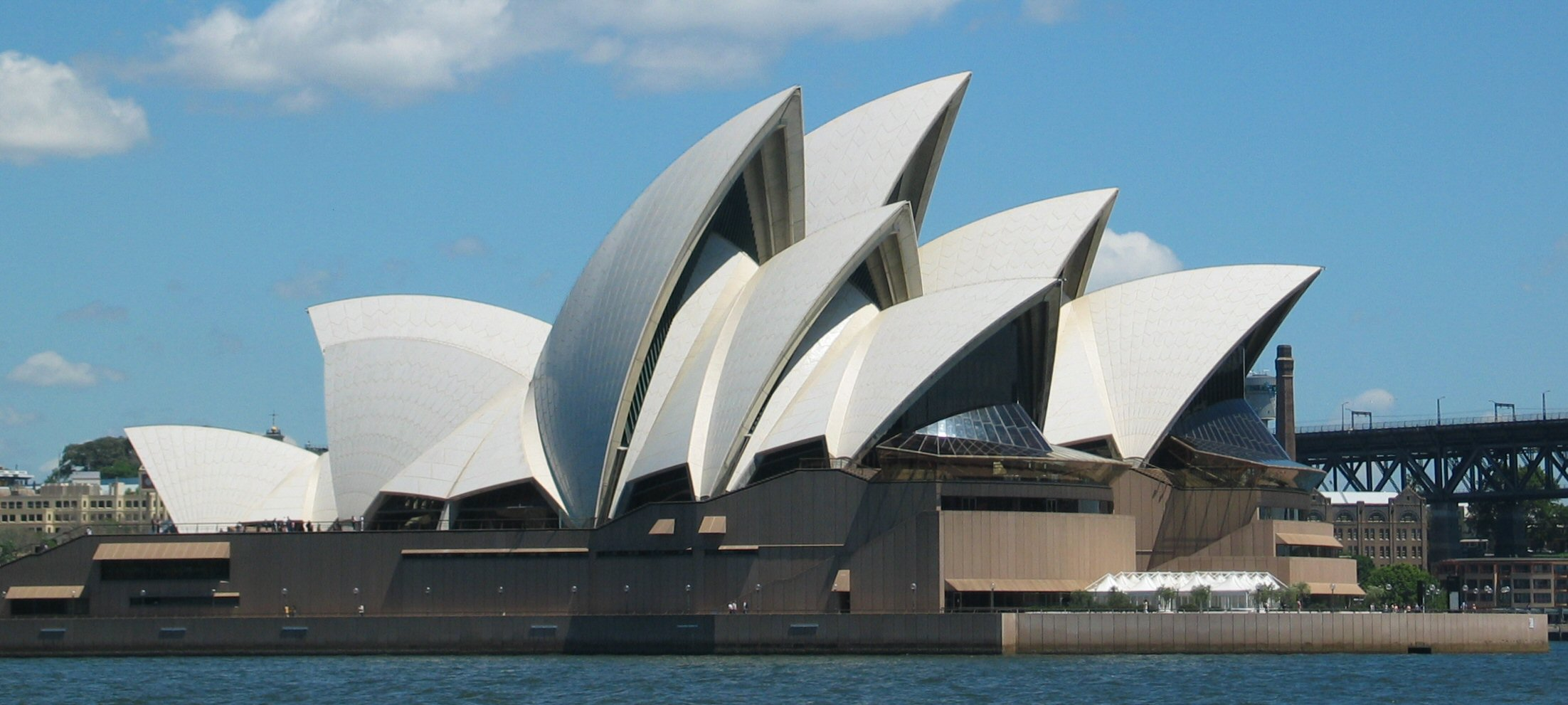
シドニー・オペラハウス（シェル構造）

建築物の分類には、使用する材料、骨組の形状、耐力配分方式、施工過程、特殊目的など様々な分類法がある。

### 構造形式による分類
構造形式による分類として、木構造、鉄筋コンクリート構造、鉄骨造、鉄筋・鉄骨コンクリート造、補強コンクリート造、石造、レンガ造などがある。
- 木構造・木質構造
木構造とは主要構造部に木材を用いた構造で、軸組式、壁式、組積式がある[2]。
  - 軸組式
軸組式は柱・梁・桁といった軸組を主体とする日本の伝統的な工法である[2]。軸組構法（在来工法）ともいう。柱の内側に壁を仕上げる様式を真壁造り、柱の外側を壁で覆う様式を大壁造りという[2]。
  - 壁式
壁式はツーバイフォー工法などに代表される工法である[12]。ツーバイフォー工法（2×4工法）は北米で開発された2×4の壁材を主要な構造材とする工法である[12]。
  - 組積式
組積式は線状材を井桁状に組み上げるもので校倉造などに代表される工法である[12]。
- 鉄骨構造・鋼構造（S造）
- 鉄筋コンクリート構造（RC造）
鉄筋コンクリート構造は主要構造部に鉄筋コンクリートを用いた構造である[12]。コンクリートは圧縮に強いが引っ張りには弱く、鉄筋は引っ張りには強いが圧縮に弱い（座屈を生じる）という弱点を鉄筋コンクリートにすることで相互に補完している[12]。また、鉄筋コンクリートにすることで耐火性も向上し、コンクリートのアルカリ分によって鉄筋の酸化を防いでいる[12]。
- 鉄骨鉄筋コンクリート構造（SRC造）
- コンクリート充填鋼管構造（CFT造）
- 補強コンクリートブロック造（CB造）
- 膜構造

### 構造骨組による分類
構造骨組の形状による分類として、ラーメン構造、トラス構造、アーチ構造、ドーム構造、シェル構造（シャーレン構造）などがある。
- ラーメン構造
- トラス構造
- アーチ構造
- ドーム構造
- シェル構造（シャーレン構造）

### その他の分類
- 耐力配分方式による分類として、張壁式構造、自耐壁式構造、骨組式構造、壁体式構造などがある[2]。
- 施工過程による分類として、湿式構造と乾式構造がある[2]。
- 特殊性能を有する建物の分類として、耐火構造、耐寒構造、防水構造などがある[2]。

## 建築物の部位
- 基礎
- 壁
- 柱

建物の部位
- 梁
- 屋根
- 天井
- 床
- 階段
- 窓
- ドア
- 引き戸
- シャッター